# Kleinich
Kleinich település Németországban, Rajna-vidék-Pfalz tartományban. Lakosainak száma 674 fő (2023. december 31.).

## Népesség
A település népességének változása:
| Lakosok száma | 732  | 700  | 678  | 698  | 687  | 674  |
|               | 1975 | 2017 | 2019 | 2021 | 2022 | 2023 |